# Battaglia del Wilderness
La battaglia del Wilderness fu la prima battaglia della campagna terrestre del 1864 in Virginia, tenente generale Ulysses S. Grant contro il generale Robert Edward Lee e l'Armata della Virginia Settentrionale confederata.
La battaglia fu combattuta il 5-7 maggio 1864. Nonostante la netta inferiorità numerica (68000 uomini contro 125000), il grande stratega confederato riuscì a muovere battaglia esattamente dove voluto, in un terreno estremamente favorevole e di gran lunga meglio conosciuto dalle sue truppe. Per la prima volta, tuttavia, a comandare l'esercito nemico, trovò un avversario altrettanto valido e lo scontro risultò non decisivo per l'abilità dimostrata da Lee e Grant di rispondere efficacemente alle mosse dell'antagonista. Sebbene i federali avessero subito perdite largamente superiori, stimate in circa 18000 contro le 11000 dei confederati, Grant, con una mossa geniale, riprese in mano l'iniziativa e, anziché ritirarsi dietro il Rapidan, mosse verso sud l'offensiva strategica, tentando d'interporsi tra Richmond e l'Armata della Virginia settentrionale.

## Precedenti storici
Il campo di battaglia fu il Wilderness di Spotsylvania, un'ampia e impenetrabile sterpaglia di intricata vegetazione che copriva più di 181 km² della Contea di Spotsylvania, nella Virginia centrale. Un certo numero di battaglie fu combattuto nelle vicinanze fra il 1862 e il 1864, inclusa la sanguinosa battaglia di Chancellorsville nel maggio 1863. Si è spesso sostenuto che le battaglie di Wilderness e di Chancellorsville siano state combattute nella medesima macchia di vegetazione, ma la battaglia del 1864 fu in realtà combattuta poche miglia a ovest e si sovrappose all'antico campo di battaglia solo lungo la Brock Road sul fianco sinistro dell'esercito dell'Unione.

## Lo svolgimento

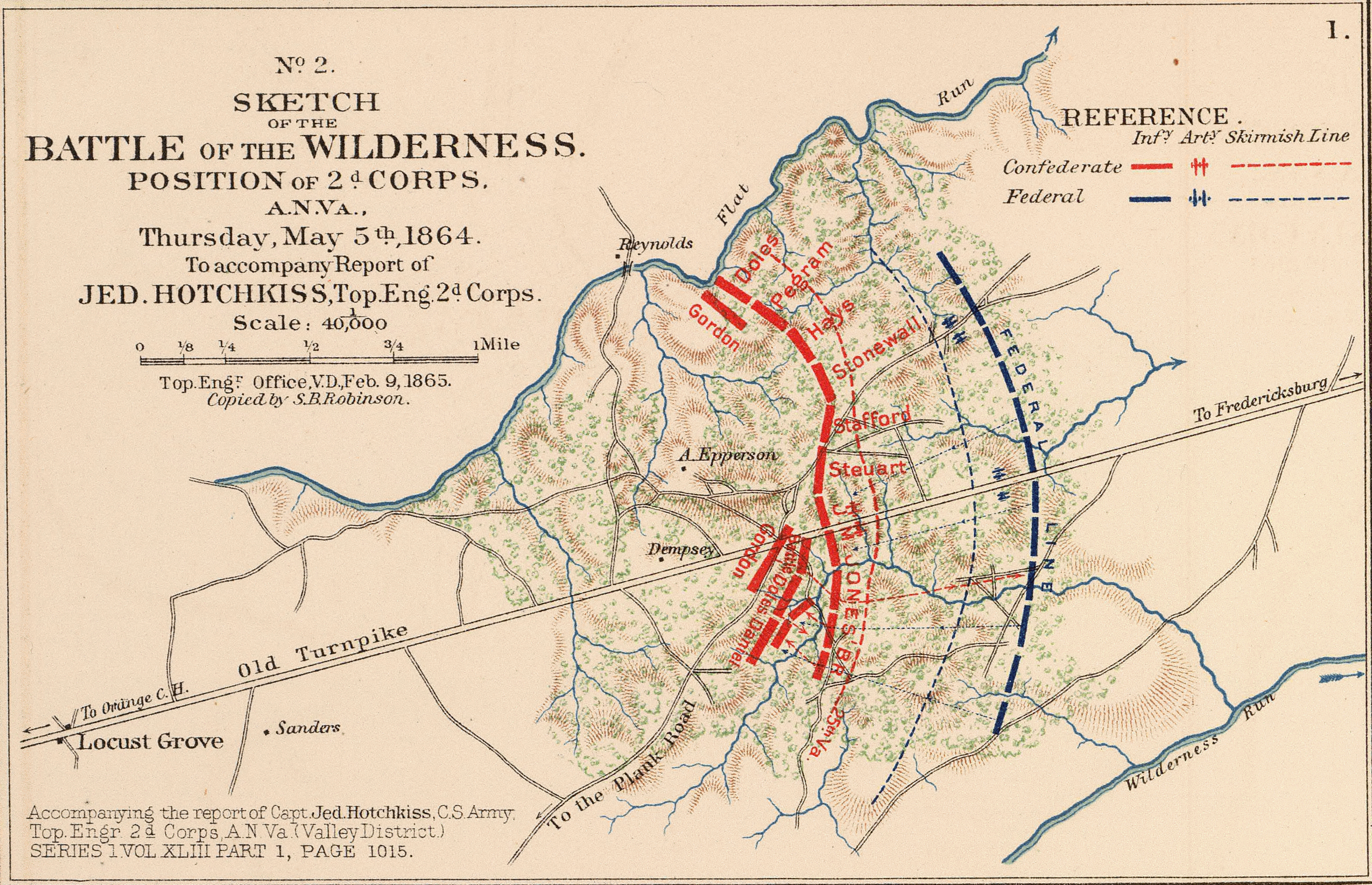
La posizione del Secondo Corpo confederato (5 maggio 1864)

Il 2 maggio 1864, l'Armata del Potomac, nominalmente sotto il comando del mag. gen. George G. Meade, ma agli ordini di Grant, attraversò il fiume Rapidan in tre diversi punti e operò una conversione sulla Wilderness Tavern, che paradossalmente era stato il punto di concentrazione dei Confederati quasi esattamente un anno prima, quando gli stessi Sudisti avevano lanciato il loro devastante attacco sul fianco destro dell'Unione a Chancellorsville. Ma Grant scelse di fissare il proprio campo a ovest del vecchio sito della battaglia prima di muovere in direzione sud. Al pari dell'esercito unionista dell'anno precedente, Grant non aveva alcun desiderio di combattere nel Wilderness.
D'altro canto, per quanto riguardava Lee, che era abbondantemente inferiore per numero, come gli era consueto (68000 uomini rispetto ai 125000 di Grant), accostare Grant nel Wilderness era un imperativo per la stessa ragione dell'anno prima: in una battaglia da impegnare in boschi intricati, infatti, il peso dell'artiglieria sarebbe stato necessariamente limitato. L'artiglieria di Lee godeva di un numero minore di canne da fuoco rispetto a quella di Grant, oltre ad essere di qualità minore.
Mentre attendeva l'arrivo del Primo Corpo del ten. gen. James Longstreet, che era distante 25 miglia (40 km) più a ponente, a sorvegliare il cruciale nodo ferroviario di Gordonsville, Lee spinse avanti il suo Secondo Corpo, comandato dal ten. gen. Richard S. Ewell, e il Terzo Corpo al comando del ten. gen. Ambrose Powell Hill, in un tentativo d'impegnare Grant prima che questi potesse muovere verso sud. I Confederati furono in grado di fare ciò, e il 5 maggio, sia Ewell, sul fianco sinistro di Lee, sia Hill su quello destro, si scontrarono con i soldati dell'Unione.
Sulla sinistra, Ewell entrò in contatto con il V Corpo unionista, al comando del mag. gen. Gouverneur K. Warren e l'urto portò a un reciproco stallo. Per buona parte del giorno, il Corpo di 20000 effettivi di Ewell conquistò un esiguo vantaggio numerico su questa parte del campo di battaglia. Sulla destra però, Hill fu colpito duramente e respinto indietro dal II Corpo dell'Unione comandato dal mag. gen. Winfield Scott Hancock e da una Divisione del VI Corpo. Comunque tenne il terreno.
Il 6 maggio, Hancock, ora al comando di 40000 uomini, riprese l'attacco alle unità di Hill, mentre possenti rinforzi unionisti sul fronte tenuto da Ewell impedirono a Lee di mandare gli uomini del Secondo Corpo in aiuto di Hill. In tarda mattinata, Hancock aveva sospinto le unità di Hill indietro per più di due miglia e inflitto pesanti perdite. Con il Terzo Corpo in profonda crisi, Lee cominciò ad aspettare ansiosamente l'arrivo di Longstreet, atteso già da molte ore.
A mezzogiorno circa, Longstreet e i 20000 uomini del suo Primo Corpo infine arrivarono e il sincronismo apparve perfetto. Gli uomini di Hancock erano esausti e disorganizzati dopo sei ore di combattimenti. Quando Longstreet lanciò le sue forze all'attacco degli Unionisti, costoro vacillarono e in due ore la situazione era del tutto capovolta. Non solo Longstreet aveva riguadagnato tutto il terreno perduto ma avanzò per un miglio oltre, costringendo Hancock a radunarsi lungo la Brock Road. A un cruciale momento del combattimento, Longstreet attaccò attraverso una linea ferroviaria non completata che aveva diviso le forze nordiste in due tronconi, accrescendo la confusione. Subito dopo il capo del genio di ANV disse che vi era lo spazio per un secondo attacco sul fianco. Proprio mentre Longstreet si preparava ad effettuare questo secondo attacco, assieme al suo stato maggiore fu scambiato per un raggruppamento nemico e colpito dal fuoco sudista. Longstreet fu gravemente ferito da un proiettile che penetrò nel suo collo, gli perforò un polmone e infine uscì dalla spalla. Per ironia della sorte Longstreet fu colpito da fuoco amico e non poté tornare nei ranghi dell'Armata della Virginia Settentrionale per numerosi mesi. Non era la prima volta che le truppe confederate colpivano i propri generali: dodici mesi prima un altro tra i migliori collaboratori di Lee, Stonewall Jackson, era deceduto a causa delle conseguenze delle ferite subite nella battaglia di Chancellorsville.
Proprio mentre si stava esaurendo questa fase della battaglia, una Divisione del Secondo Corpo, sotto il mag. gen. John Brown Gordon lanciò un assalto finale sulla destra dell'Unione, aggirando in parte il fianco dell'Armata del Potomac e catturando circa 1000 soldati. Ma l'oscurità cadde prima che i Confederati avessero la possibilità di sfruttare il loro vantaggio e con questa azione la battaglia giunse alla sua conclusione.
L'8 maggio, Grant ordinò all'Armata del Potomac di riprendere la sua avanzata e, pochi giorni più tardi, le due Armate si scontrarono ancora a 10 miglia più a SE, a Spotsylvania Court House.

## Conseguenze
La battaglia usualmente viene descritta come un pareggio ma un modo più adeguato di descriverne il risultato è quello di dire che essa fu una vittoria tattica della Confederazione ma una vittoria strategica dell'Unione. Alla fine della battaglia, Grant fece retrocedere le sue forze, cosa del tutto normale allorché si profilava una sconfitta ma, al contrario dei suoi predecessori dal 1861, Grant non arretrò a difesa di Washington, ma continuò nella sua campagna.
Lee inflisse a Grant pesanti perdite (si possono leggere qui sotto le stime), ma esse furono percentualmente contenute. E, diversamente da Grant, Lee aveva pochissime opportunità di colmare i vuoti creatisi. Ben comprendendo simile disparità, una parte della strategia di Grant fu quella di condurre una guerra d'attrito. L'unica via per cui Lee avrebbe potuto sfuggire alla trappola che Grant gli stava tendendo sarebbe stata quella di distruggere l'Armata del Potomac mentre essa aveva ancora un deficit di forza impiegabile, ma Grant era troppo abile per permettere che ciò avvenisse.

## Perdite
Le stime variano per quanto riguarda le perdite al Wilderness. La tabella seguente sintetizza le stime traendole da una varietà di fonti di grande divulgazione:
| Fonte                               | Unione | Unione | Unione              | Unione        | Confederazione | Confederazione | Confederazione      | Confederazione |
| Fonte                               | Uccisi | Feriti | Catturati/ Dispersi | Totale        | Uccisi         | Feriti         | Catturati/ Dispersi | Totale         |
| ----------------------------------- | ------ | ------ | ------------------- | ------------- | -------------- | -------------- | ------------------- | -------------- |
| National Park Service               |        |        |                     | 18400         |                |                |                     | 11400          |
| Bonekemper, A Victor, Not a Butcher | 2246   | 12037  | 3383                | 17666         | 1495           | 7928           | 1702                | 11125          |
| Catton, Grant Takes Command         | 2265   | 10220  | 2902                | 15387         |                |                |                     |                |
| Eicher, Longest Night               | 2246   | 12037  | 3383                | 17666         |                |                |                     | 7750 – 11.,400 |
| Esposito, West Point Atlas          |        |        |                     | 15000 – 18000 |                |                |                     | c. 7500        |
| Foote, Civil War                    |        |        |                     | 17666         |                |                |                     | 7800           |
| Fox, Regimental Losses              | 2246   | 12037  | 3383                | 17666         |                |                |                     |                |
| McPherson, Battle Cry               |        |        |                     | 17500         |                |                |                     | under 10500    |
| Smith, Grant                        | 2261   | 8785   | 2902                | 13948         |                |                |                     |                |

Porzioni del campo di battaglia del Wilderness sono attualmente preservate come parti del Fredericksburg and Spotsylvania National Military Park.